# Patrick Allen (politico)
Sir Patrick Linton Allen (Fruitful Vale, 7 febbraio 1951) è un politico e pastore protestante giamaicano, Governatore generale della Giamaica dal 26 febbraio 2009.

## Biografia
Quarto di cinque figli di contadini avventisti, frequentò la Fruitful Vale All-Age School, nella quale iniziò a insegnare all'età di 17 anni, e il Moneague Teachers' College. Tra il 1976 e il 1983 svolse il ruolo di preside di quattro scuole.
Abbandonata la carriera nell'istruzione, nel 1985 si laureò in Storia e religione presso la Andrews University di Berrien Springs, ove conseguì anche la laurea in teologia sistematica l'anno successivo. Successivamente, tornò in Giamaica in qualità di pastore. Nel 2000, dopo una terza laurea alla Andrews University in Amministrazione e supervisione dell'istruzione ottenuta due anni prima, fu nominato Presidente dell'Unione avventista delle Indie occidentali, che al tempo aveva giurisdizione in Giamaica, nelle Bahamas, nelle Isole Cayman e Turks e Caicos, e fu rieletto per un secondo mandato quinquennale nel 2005.
A gennaio del 2009, la sua nomina Governatore generale da parte del Primo ministro Bruce Golding per sostituire Kenneth O. Hall, dimessosi per motivi di salute, fu oggetto di dibattito per via del divieto avventista di lavorare al venerdì sera e al  sabato. Dimessosi dalle cariche di Presidente dell'Unione avventista delle Indie occidentali e di rettore della Northern Caribbean University, prestò giuramento il 26 febbraio 2009.

## Vita privata
Dal 1975 è sposato con Denise Patricia Beckford, con cui ha avuto tre figli.